# Rajoleria de Can Vilar
Rajoleria de Can Vilar és una obra de Porqueres (Pla de l'Estany) inclosa a l'Inventari del Patrimoni Arquitectònic de Catalunya.

## Descripció
Rajoleria situada al paratge de Pujarnol. Es tracta d'una construcció en mal estat de conservació, realitzada amb carreus irregulars i de la qual es conserven restes d'alguns murs (inclòs el cindrell) i elements com l'olla i la boca del forn. Aquesta última consisteix en una obertura d'arc escarser adovellat.